# PTGui
PTgui est un logiciel commercial de création d'images panoramiques développé par New House Internet Services BV. PTgui a été créé au départ comme interface utilisateur pour le logiciel Panorama Tools développé par Helmut Dersch. La version actuelle contient son propre moteur de génération des images panoramiques.